# Pénula
La pénula es una indumentaria que se usaba en la antigua Roma. Era una especia de capote redondo y sin mangas que se vestía por la cabeza y se usaba especialmente para viajes, ya que su principal aplicación era proteger de la lluvia.
Algunas veces tenía un corte desde el extremo hasta la cintura, pudiendo recogerse los faldones que formaba y llevarlos a la espalda. Era de uso indistinto para hombres y mujeres. 
De ella deriva la casulla.